# Jean-Paul-Gesellschaft
Die Jean-Paul-Gesellschaft ist eine literarische Gesellschaft in der Rechtsform eines eingetragenen Vereins mit Sitz in Bayreuth. Ihr Ziel ist es, „durch Lesungen, Vorträge und Veröffentlichungen in weiten Kreisen Liebe und Verständnis für den Dichter Jean Paul zu wecken und der literaturwissenschaftlichen Forschung zu dienen.“
Die Gesellschaft wurde erstmals am 14. November 1925, dem 100. Todestag von Jean Paul, in Bayreuth gegründet. Als Vorsitzender wurde der Oberstudiendirektor August Caselmann gewählt. Die Gesellschaft unterstützte zunächst Eduard Berends Projekt einer historisch-kritischen Ausgabe der Werke Jean Pauls. Im Zuge der Weltwirtschaftskrise geriet sie jedoch bereits wenige Jahre nach der Gründung in eine Krise. Mit der Machtergreifung der Nationalsozialisten machten sich antisemitische Tendenzen in der Jean-Paul-Gesellschaft breit, die Unterstützung für den jüdischen Berend wurde eingestellt. 1933 wurde die „arische Abstammung“ als Voraussetzung einer Mitgliedschaft in der Satzung festgeschrieben. In den Folgejahren wurde die Gesellschaft von ideologischen Auseinandersetzungen erschüttert, die auch zum Rücktritt des langjährigen Vorsitzenden Caselmann führten. 1940 wurde die Gesellschaft der Dachorganisation „Reichswerk Buch und Volk“ angegliedert, die der Reichsschrifttumskammer untergeordnet war. Die Jean-Paul-Gesellschaft löste sich damit als selbständige Institution auf.
Am 25. April 1950 wurde die Gesellschaft neu gegründet. Zum Vorsitzenden wurde Theodor Langenmaier gewählt. Eduard Berend wurde zum Ehrenmitglied ernannt. Die Gesellschaft gab zunächst die halbjährlich erscheinende Zeitschrift Hesperus heraus. Als 1966 Kurt Wölfel den Vorsitz übernahm, wurde sie durch das nunmehr jährlich erscheinende Jean-Paul-Jahrbuch ersetzt. Wölfel hatte das Amt des Vorsitzenden über dreißig Jahre inne und gab der Gesellschaft eine stärker literaturwissenschaftliche Ausrichtung. Helmut Pfotenhauer, der den Vorsitz 1997 übernahm, gründete 1999 an der Universität Würzburg die „Arbeitsstelle Jean-Paul-Edition“, an der eine neue historisch-kritische Ausgabe erarbeitet wird, die auch die Textgenese abbildet.
Die Jean-Paul-Gesellschaft ist Mitglied der Arbeitsgemeinschaft Literarischer Gesellschaften und Gedenkstätten.
Bisherige Vorsitzende der Gesellschaft waren August Caselmann (1925–1937), Georg Regler (1937–1938), Johannes Wirth (1938–1940), Theodor Langenmaier (1950–1964), Kurt Wölfel (1966–1997), Helmut Pfotenhauer (1997–2007), Monika Schmitz-Emans (2007–2017), Barbara Hunfeld (seit 2017).